# Long Night (sang)
"Long Night" er en sang af det keltiske folkrockband The Corrs. Den blev udgivet d. 6. december 2004, og 
den er tredje single fra deres fjerde studiealbum Borrowed Heaven (2004). Sangen blev skrevet af Sharon Corr. Singlen var ikke voldsomt succesfuld i Europa og USA, men opnåede #4 i Brasilien og forblev i top 10 i flere uger, efter at sangen blev brugt i sæbeoperaen Senhora do Destino.

## Spor
- UK, Europa, Irland CD (Limited)

1. "Long Night"
2. "Hideaway (Akustisk)"
3. "Long Night (Video)"
4. "Long Night (On The Road Video)"
5. "Making Of The Video"

- UK, Europe CD 1 (Limited)

1. "Long Night (Radio Edit)"
2. "Long Night (Akustisk)"

- UK, Europe CD 2 (Limited)

1. "Long Night"
2. "Hideaway (Akustisk)"
3. "Long Night (Enhanced Video)"
4. "Long Night 'On The Road' (Enhanced Footage)"
5. "Making Of' the Video(Enhanced Footage)"

## Musikvideo
Musikvideoen til "Long Night" blev filmet d. 29. oktober 2004. Den består af udelukkende af Andrea, og ganske kort Sharon, der spille violin. Den følger forskellige versioner af Andrea der går tilbage igennem et forhold med en ung mand.
Den blev filmet i Chicheley Hall i Buckinghamshire (nord for London), som blev bygget i 1700-tallet og stadig er åben for offentligheden.

## Hitlister
| Hitliste                  | Højeste placering |
| ------------------------- | ----------------- |
| Austria Top 40            | 48                |
| German Singles Chart      | 40                |
| Irish Singles Chart       | 31                |
| New Zealand Singles Chart | 36                |
| UK Singles Chart          | 31                |